# أماندا هيلوود
أماندا هيلوود (بالإنجليزية: Amanda Hillwood)‏ هي ممثلة بريطانية وأمريكية، ولدت في 26 فبراير 1957.

## أعمال

### أفلام
- (1990) موت قاسي 2[3][4][5]

## وصلات خارجية
- أماندا هيلوود على موقع IMDb (الإنجليزية)
- أماندا هيلوود على موقع قاعدة بيانات الفيلم (الإنجليزية)